# Радзанек
Радза̀нек (на полски: Radzanek) е село Северозападна Полша, Западнопоморско войводство, Голеньовски окръг, община Машево. Селото е с население от 332 души (по преброяване от 2011 г.).
Разположено е в Средноевропейската равнина, на 14 km югоизточно от Голеньов и на 31 km източно от Шчечин. Първото споменаване на селището е от 1726 година, когато е част от територията на Прусия и носи името Резел. Присъединено е към Полша през 1945 година.